# Израел Цвайгенбаум
Израел Цвайгенбаум (на руски: Исраил Иосифович Цвайгенбаум; на английски: Israel Tsvaygenbaum) е съветски, руски и американски художник.

## Биография
Израел Цвайгенбаум участва в изложби в Русия и Съединените щати. Редица от творбите му са в Исторически и археологически музей-резерват в Дербент. Много от творбите на Цвайгенбаум в частни колекции в Австрия, България, Англия, Франция, Холандия, Израел, Русия и САЩ. 
Цвайгенбаум е роден в еврейско семейство в Дербент, Дагестан, в южната част на Европейска Русия, който е сред най-старите градове в света. В града на евреите живеят в квартала с преобладаващо мюсюлманско население. Баща му е родом от Бенджин, Полша. По време на Втората световна война е принуден да избяга в Съветския съюз. Майка му е планинска еврейка от Съветския съюз.
От 1976 г. до 1980 г. учи изкуство в училище в Избербаш. През 1991 г. завършва изкуство в графичния отдел на Кубанския държавен университет, Краснодар, Русия. През 1987 г. в Дербент Цвайгенбаум организира дружество на художници, наречено Колорит.  Колорит има много художествени изложби в Дербент и в Художествената галерия в Махачкала, Дагестан. Културата, динамиката на жизнената среда, където Цвайгенбаум израства, и еврейският му произход дълбоко са отразени в неговото изкуство. Вестник Известия на Дербент пише следното за картините на Цвайгенбаум:
„Темата на самота и копнеж присъства в много сцени: Носталгия, Лонели, Заковаване хора, вдъхновени от образа на бащата на художника, на родната му Полша. През 1939 г., на 29-годишна възраст, той я изоставя, за да се спаси от „кафявата чума“. Всички останали роднини са били убити. Съдържанието на картините предизвиква тъга, депресия.“
На друго място от вестника:
„Цветовата палитра на рисунките е умерена или заглушена. Това е палитра на есента. Тук златото се комбинира с мед, бреза, дъбов лист, ален клен с черни голите клони.“
През ноември 1993 г. и април 1994 г. са 2 големи (и последни) изложби на Цвайгенбаум в Русия. Те са самостоятелни изложби в Москва. Първата се състои в Галерия „Изток“ и последната Еврейска Рапсодия – в Централния дом на художниците на „Кримски вал“. Художник посвети изложба Еврейска Рапсодия баща му.
През юли 1994 г. Израел Цвайгенбаум със семейството си напуска Русия, защото Дагестан, в който продължават да живеят, е станал много опасен за тях. Той живее в Олбани, щата Ню Йорк, САЩ. Там Цвайгенбаум продължава да работи върху картините си. Тонът в тях се променя забележимо, се премества от жълтеникаво до кафеникави нюанси. Продължава да работи на еврейски теми.
Цвайгенбаум е женен за Катрин Цвайгенбаум, дъщеря на журналиста Мишиев, Ягутила Израиловича. Те имат 3 дъщери: Мирвари, Раиса, и Естер.

## Творчество
Подпис
Всички картини Израел Цвайгенбаум подписва с името си на иврит: ישראל или в съкратена форма на иврит: יש, освен картините Момче водещо сляп ангел (1997) и Цветя (1998), където подписът е на английски език от неговия псевдоним на английски: Tsvaygenbaum. Цвайгенбаум подписва картините си наляво или надясно. Името на картините художникът пише на гърба на платното. След като емигрира в Съединените щати през 1994 г., имената на картините Цвайгенбаум пише на английски език.
Сътрудничество
През 2001 г. в Олбъни, Ню Йорк Цвайгенбаум започва творческо сътрудничество с танцьорката Джуди Tрупин. Въз основа на 9 картини Цвайгенбаум и Трупин създават танцова композиция. Те формират основата за изпълнението на Мир в нашите очи През 2002 г. американският вестник The Record писа:
„Боядисване и танци Цвайгенбаум Trupinoy отразяват спомени на еврейския живот в Източна Европа и Русия, а също така отразяват универсални теми ... Цвайгенбаум посветен Мир в нашите очи на хората от родния си град Дербент. Картината Хора от Дербент е един от деветте картини, които са разчитали Trupin създаване на танцов състав.“
Друг вестник в САЩ Daily Gazette пише:
„С помощта на смес от танц, оригинални истории, световната музика и пързалки, Tрупин ... тълкува на девет картини в Цвайгенбаум.“
Мир в нашите очи е включена в редица градове в щата Ню Йорк.
Портрет
Картини Цвайгенбаум обикновено имат формата на теми и натюрморт, но той прави няколко портрета. Един от тях е портрет на ортопедичен хирург Гавриил Абрамович Илизаров. През 1987 Цвайгенбаум отлетя за руския град Курган, където прекарва шест дни с д-р Илизаров да направи скица контур. Цвайгенбаум работи по скици на офиса на д-р Илизаров – Късно, през 1988 г., пише в Цвайгенбаум Знаме на комунизма в това отношение:
„… Първоначално той усети, че не е много удобно, а след това свикнах тази роля, и след това, в суматохата на бизнеса, всички отидоха да работят и да забрави за присъствието ми. Тези моменти са най-благоприятни за моето творчество. Душата става тихо, защото той не се чувства погледа ми по време на сравнението снимка в албума с лицето му.“
Портрет на д-р Илизаров Цвайгенбаум изложени в групова изложба в Исторически и Археологически музей-резерват в Дербент. Късно, Цвайгенбаум даде портрет като подарък на д-р I Илизаров. Цвайгенбаум също боядисани портрети на актьорите Горски театър еврейски.
Галерия
- Заковаване хора (1991)
- Cлепите хора (1992)
- Денс покаяние (1992)
- А Булката (1993)
- Hачин (1997)
- Резник с петел (1997)
- А Булката I (1997)
- Едно момче, което води сляп ангел (1997)
- Duo (2000)
- Авраам и Исаак (2001)
- Златни стомна (2001)
- Pози (2002)